# 島ひとみ
島 ひとみ（しま ひとみ、1975年12月16日 - ）は、セント・フォース所属のフリーアナウンサー。北海道旭川市出身。

## 人物
北海道旭川東高等学校、北海道大学文学部卒業後、1999年から3年間NHK旭川放送局、2002年から3年間NHK札幌放送局で、それぞれ契約キャスターとして勤務。
2005年4月上京し、TBSの関連会社クリエイティブ・メディア・エージェンシーに入り、「JNNニュースバード」のキャスターを2007年3月27日まで担当。4月からはNHK衛星放送局派遣となり、主にBS1で「NHK BSニュース」などのキャスターを5年間担当した。2007年8月セント・フォースに移籍。既婚。
2017年10月4日のセント・フォース会員限定ブログにて女児を出産した事を報告。

## 担当番組

### 過去の担当番組
- 『ほっからんど212』（NHK旭川放送局）[2]
- 『ニュース北海道』（NHK旭川放送局）
- 『JNNニュースバード』 - TBSニュースバード、2005年4月～2007年3月27日
- 『お元気ですか日本列島』 - NHK総合テレビ、2011年4月13日～2012年3月19日
- 『BS列島ニュース』 - NHK BS1、2008年3月31日～2012年3月26日
- 『NHK BSニュース』 - NHK BS1、2007年4月1日～2012年3月28日
- テレビジャパン『ソチ五輪ハイライト』2014年2月：1日2回放送。
- 『NHKきょうのニュース』-（NHKラジオ第1・NHK-FM）、2013年4月～2015年3月27日
- 『NHKけさのニュース』-（NHKラジオ第1・NHK-FM）、2013年4月～2015年3月20日

## CM
- ネイチャーラボ「To Be White」（セントフォースグループのタレント4名と共演）